# Predrag Lazić
Predrag Lazić (sârbă Предраг Лазић) (n. 15 ianuarie 1982, Iugoslavia) este un fotbalist sârb legitimat la echipa FK Sloboda Sevojno Uzice din Serbia. Evoluează pe postul de mijlocaș. A jucat în Liga I în perioada 2008-2010, la echipele CS Otopeni și  Pandurii Târgu Jiu.